# Hundszahngras
Das Hundszahngras (Cynodon dactylon; Synonym: Panicum dactylon L.) ist eine Pflanzenart aus der Gattung Hundszahngräser (Cynodon) und der Familie der Süßgräser (Poaceae). Ursprünglich in den Tropen und Subtropen beheimatet, ist sie unter anderem in Mitteleuropa eingebürgert. 

## Merkmale
Die ganze Pflanze ist graugrün und erreicht Wuchshöhen von 10 bis 40 cm. Sie besitzt ein bis zu 1 Meter langes, verzweigtes Rhizom sowie lange, oberirdisch kriechende Triebe. Auf diese Weise bildet das Hundszahngras oft dichte Rasen. Die oberirdischen Triebe haben viele Knoten, an denen etliche Knospen von Erneuerungstrieben sitzen. Die Stängel sind aufrecht bis gekniet-aufsteigend, an der Basis vielknotig und haben kurze Internodien, so dass die Blattspreiten büschelig stehen. Im oberen Drittel befinden sich nur ein bis zwei Knoten mit langen Internodien. An den unteren Knoten verzweigt sich die Pflanze. 
Die Blattscheiden sind gerieft und kahl bis oben behaart. An der Öffnung stehen an beiden Seiten 3 bis 4 mm lange Haarbüschel. Die Ligula ist ein 0,5 mm langer Wimpernkranz. Die Blattspreiten sind 2 bis 15 cm lang und 3 bis 4 mm breit, an beiden Seiten rau, an der Oberseite kahl und an der Unterseite kurzhaarig. 

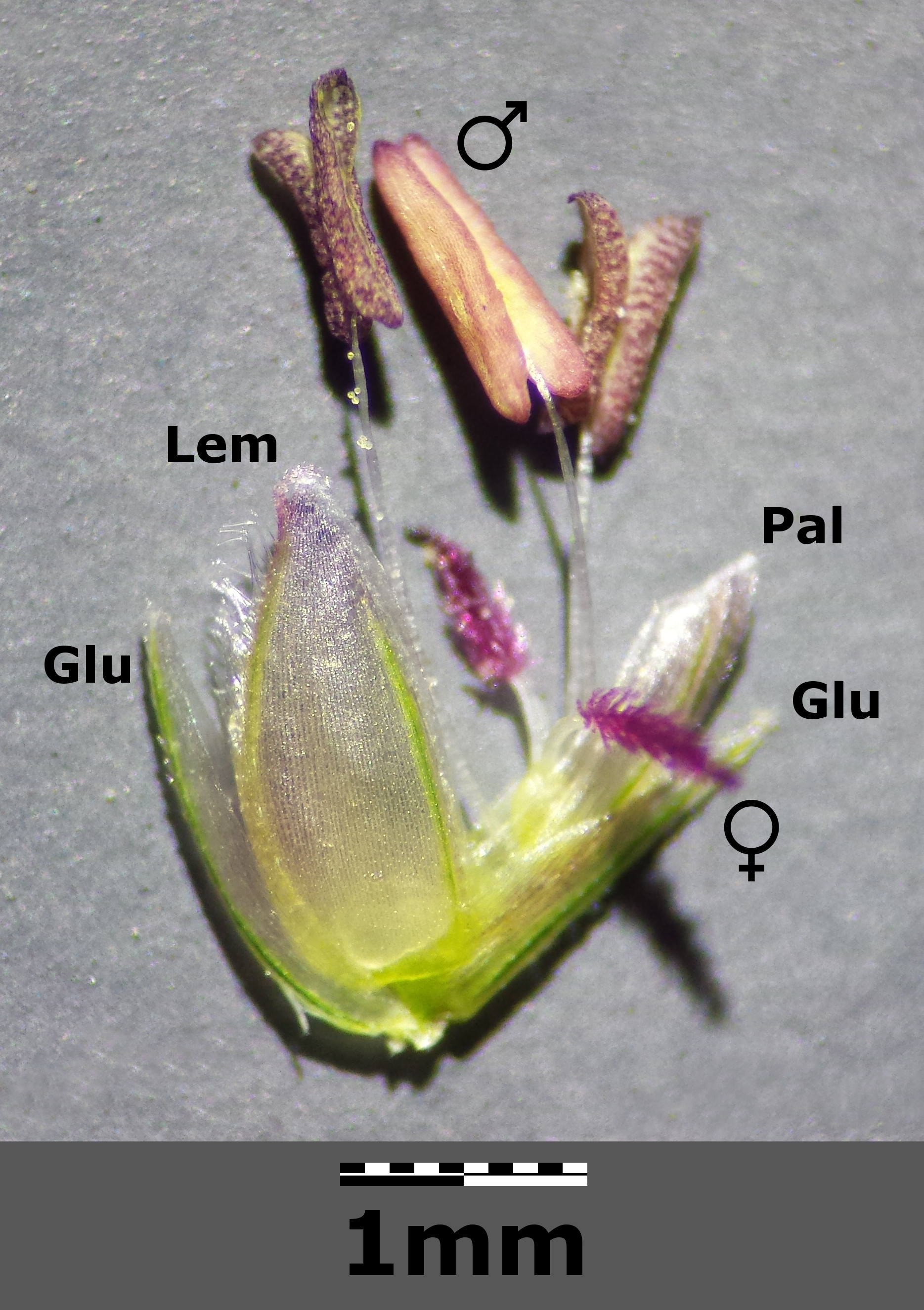
Die einblütigen Ährchen weisen am Grund zwei Hüllspelzen (Glu = Gluma) auf. Die Blüte weist eine Deckspelze (Lem = Lemma) und eine Vorspelze (Pal = Palea) auf.

Die Ähren stehen zu dritt bis sechst, wobei sie von einem Punkt ausgehen. Sie sind 2 bis 6 cm lang und 1 bis 2 mm breit. Die Ährchen sind 2,4 bis 3,2 mm lang und haben einen 1,5 mm langen Achsenfortsatz. Die Hüllspelzen sind häutig, spitz und haben einen stachelhaarigen Kiel. Die untere Hüllspelze ist 1,8 bis 2,2 mm, die obere 2,4 bis 2,8 mm lang. Die Deckspelze ist 2 bis 2,4 mm lang, häutig und hat einen bewimperten Kiel. Die Staubbeutel sind rund 1,5 mm lang. Die Angaben über die Blütezeit reichen von Mai bis September.
Die Karyopsen sind rund 1 Millimeter lang. 
Die Chromosomenzahl beträgt 2n = 18, 36, auch 40 oder 54.

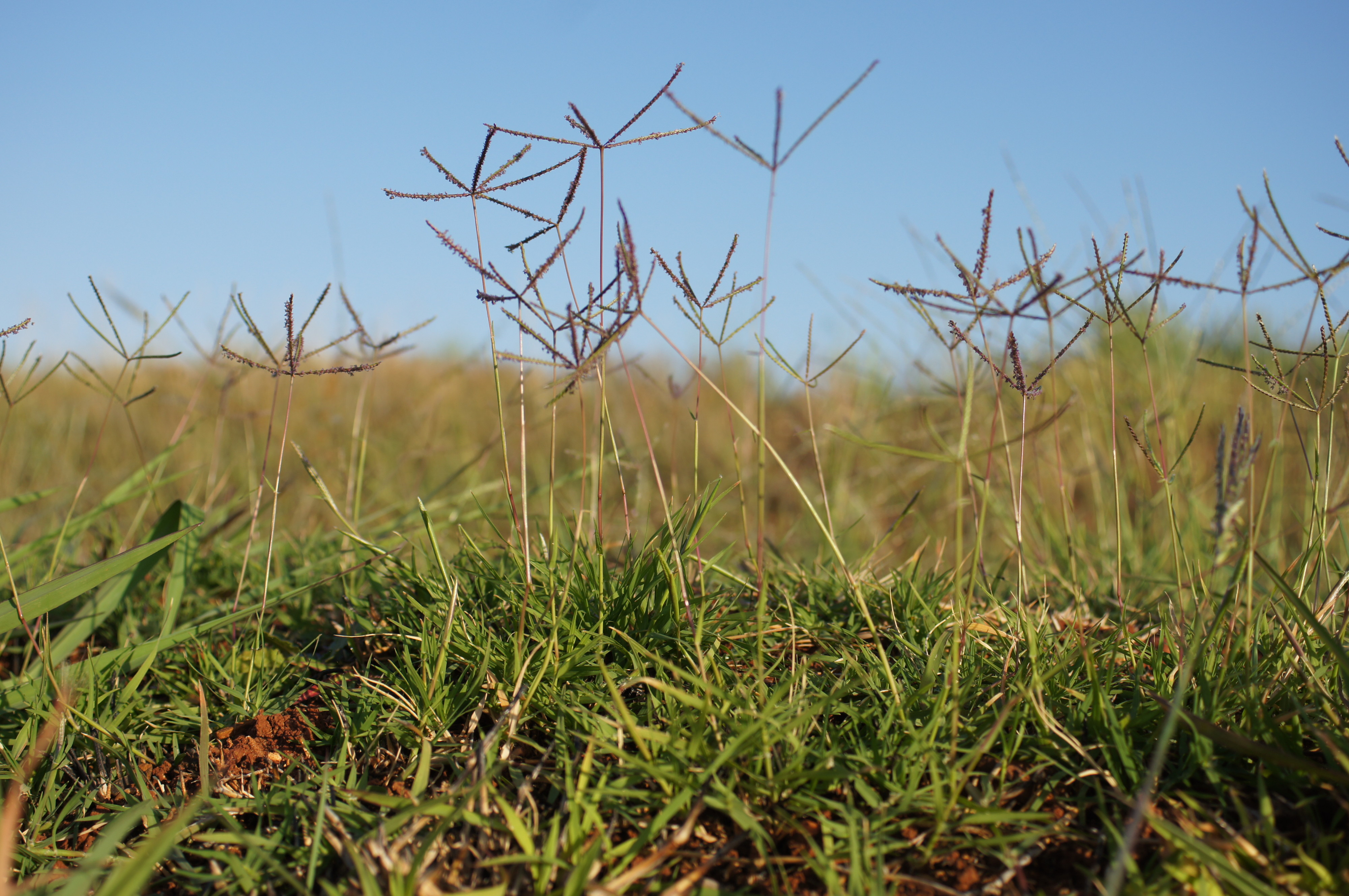
Hundszahngras (Cynodon dactylon) in Australien

## Verbreitung und Standorte
Die ursprüngliche Heimat des Hundszahngrases dürfte Indien sein, es ist heute pantropisch verbreitet. Nach POWO kommt es ursprünglich in Europa, Asien, in allen Ländern ASfrikas und in allen Provinzen Australiens vor. In Nord-, Mittel- und Südamerika und in Neuseeland ist es ein Neophyt.
Das Hundszahngras wächst in Mitteleuropa an sandigen Stellen, etwa an Wegrändern und auf Schuttplätzen. Es bevorzugt trockene, nährstoffreiche, meist humusarme Sand- und Lössböden. Die Art ist trittfest, trockenfest und etwas salztolerant, ferner ist sie ein Licht- und Wärmezeiger. Die optimale Wachstumstemperatur liegt bei 35 °C. Hundszahngras kommt zerstreut in Weinbaugebieten vor, im pannonischen Gebiet Österreichs ist es häufig bis zerstreut. Im Winter sterben die Blätter ab, die Rhizome überdauern jedoch auch starke Fröste. Das Hundszahngras wächst in Mitteleuropa in Gesellschaften der Verbände Polygonion avicularis, Cynosurion, Agropyro-Rumicion, im Armerio-Festucetum trachyphyllae aus dem Verband Armerion elongatae oder in Gesellschaften der Klasse Chenopodietea. Es steigt in Südtirol bei Laatsch bis 1000 Meter, bei Klobenstein (Ritten) bis 1150 Meter, im Kanton Wallis bei Fully bis 1180 Meter und bei Chiboz bis 1320 Meter Meereshöhe auf.
Die ökologischen Zeigerwerte nach Landolt & al. 2010 sind in der Schweiz: Feuchtezahl F = 2 (mäßig trocken), Lichtzahl L = 4 (hell), Reaktionszahl R = 4 (neutral bis basisch), Temperaturzahl T = 5 (sehr warm-kollin), Nährstoffzahl N = 3 (mäßig nährstoffarm bis mäßig nährstoffreich), Kontinentalitätszahl K = 3 (subozeanisch bis subkontinental), Salztoleranz 1 (tolerant).
Nördlich der Alpen ist es nicht ursprünglich und dürfte im Zuge der Ausbreitung des Weinbaus hier eingebürgert worden sein. Es kommt besonders entlang des Rheins nördlich bis Köln vor, weiterhin in Brandenburg und der Lausitz.

## Taxonomie
Das Hundszahngras wurde 1753 von Carl von Linné in Species Plantarum Band 1, Seite 58 als Panicum dactylon erstbeschrieben. Die Art wurde 1805 von Christiaan Hendrik Persoon in Synopsis Plantarum Band 1 Seite 85 als Cynodon dactylon (L.) Pers. in die Gattung Cynodon gestellt.

## Nutzung
In den USA wird das Hundszahngras als Rasen gesät, aber auch als Futtergras genutzt. In den südlichen Bundesstaaten zählt es zu den wichtigsten dürrefesten Weidegräsern und wird auch gemäht. Es liefert gutes Heu mit hohem Nährwert. Außerdem wird es häufig als Sportrasen in Stadien genutzt.
In Bangladesch wird das Hundszahngras jährlich während des Ganges-Hochwassers bis sechs Meter hoch überflutet und übersteht mehrere Wochen Überflutung. Danach werden die Bestände mit Lathyrus sativus übersät und als Kuhweiden genutzt.

## Trivialnamen
Für das Hundszahngras bestehen bzw. bestanden auch die weiteren deutschsprachigen Trivialnamen: Kriechend Ackergras, Bermudagras, Cedtgras (mittelniederdeutsch-holländisch), Cidtgras (mittelniederdeutsch-holländisch), Kriechender Hennich, Himmelsschweden, Zahmes Monnagras, Quecken (Mitteldeutschland, Süddeutschland), Queckenwurzel (Mitteldeutschland, Süddeutschland), Queckgras (Mitteldeutschland, Süddeutschland) und Quicha (Waldbröl).

## Bilder

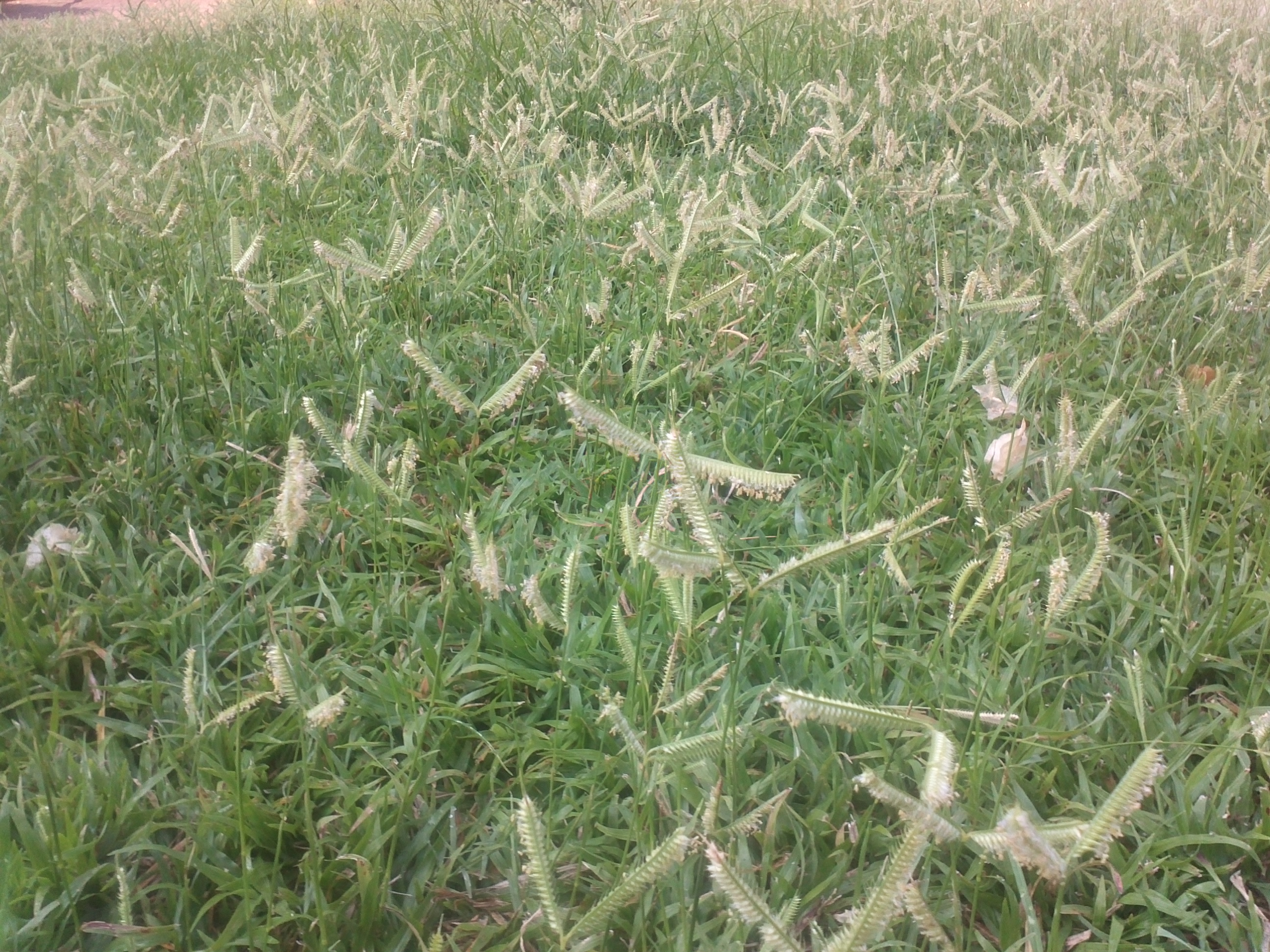
Blühender Bestand
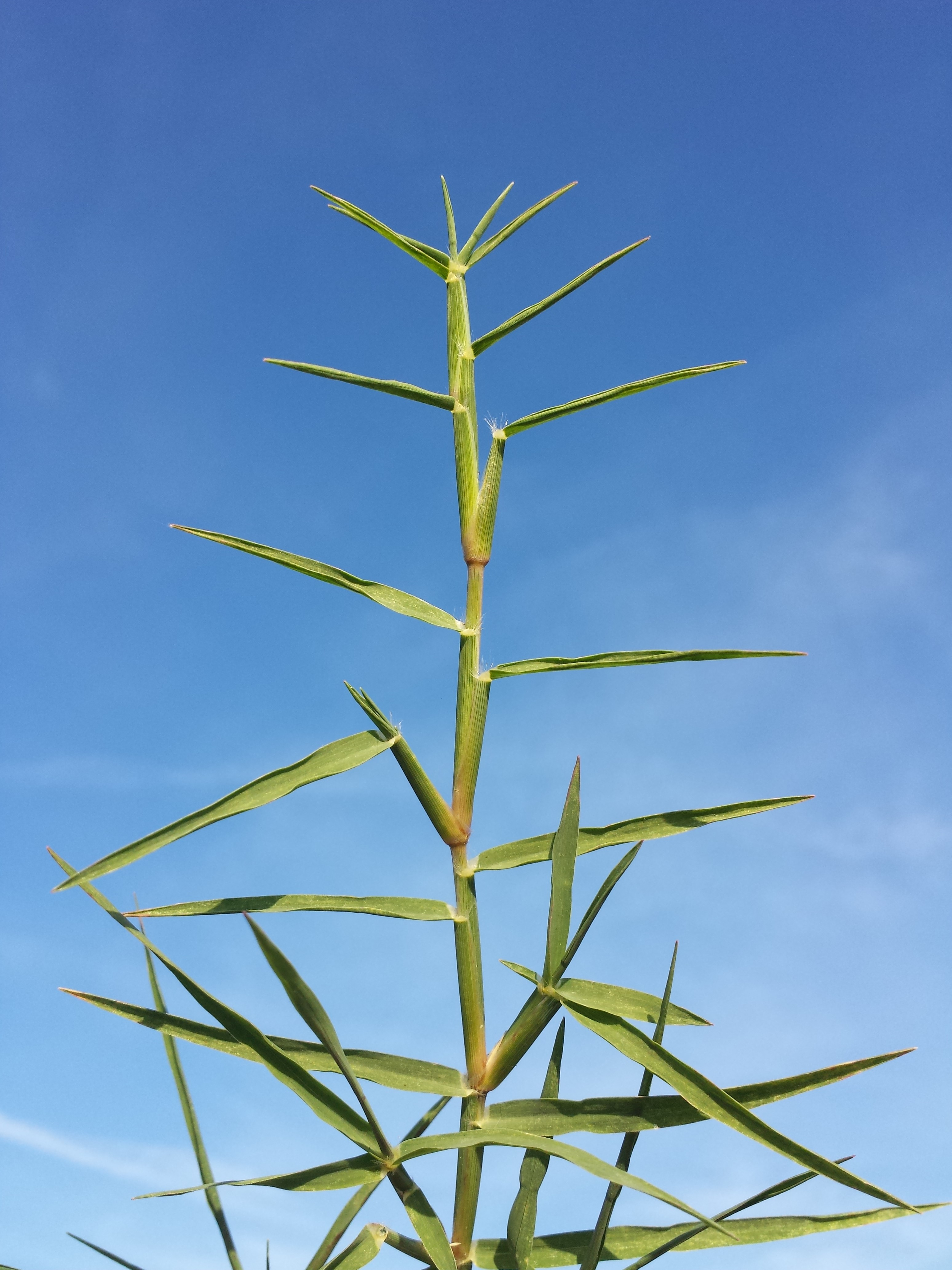
Spross
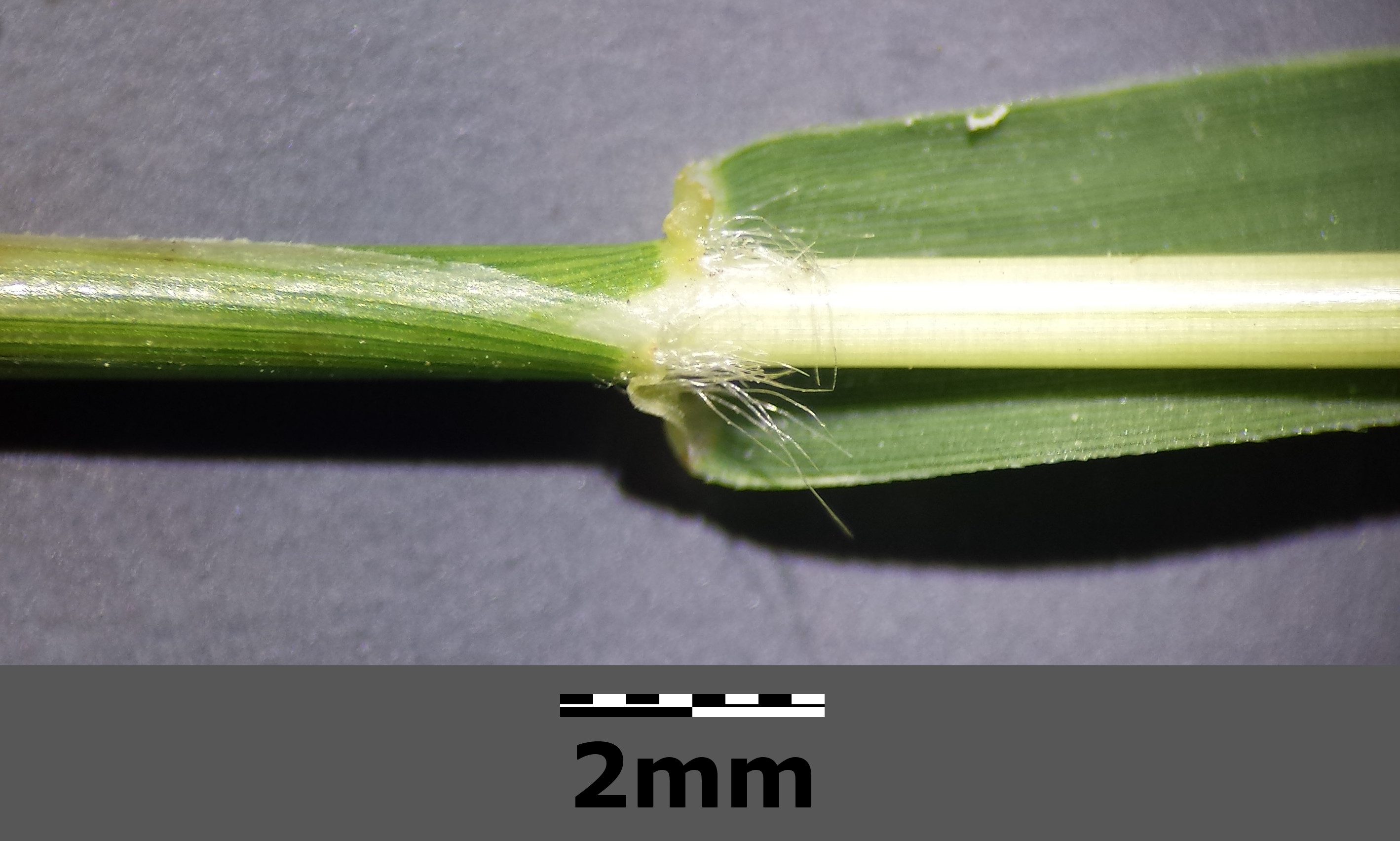
Stängel mit Laubblatt. Statt eines Blatthäutches ist ein Haarkranz vorhanden. Die Blattscheiden sind trockenhäutig.
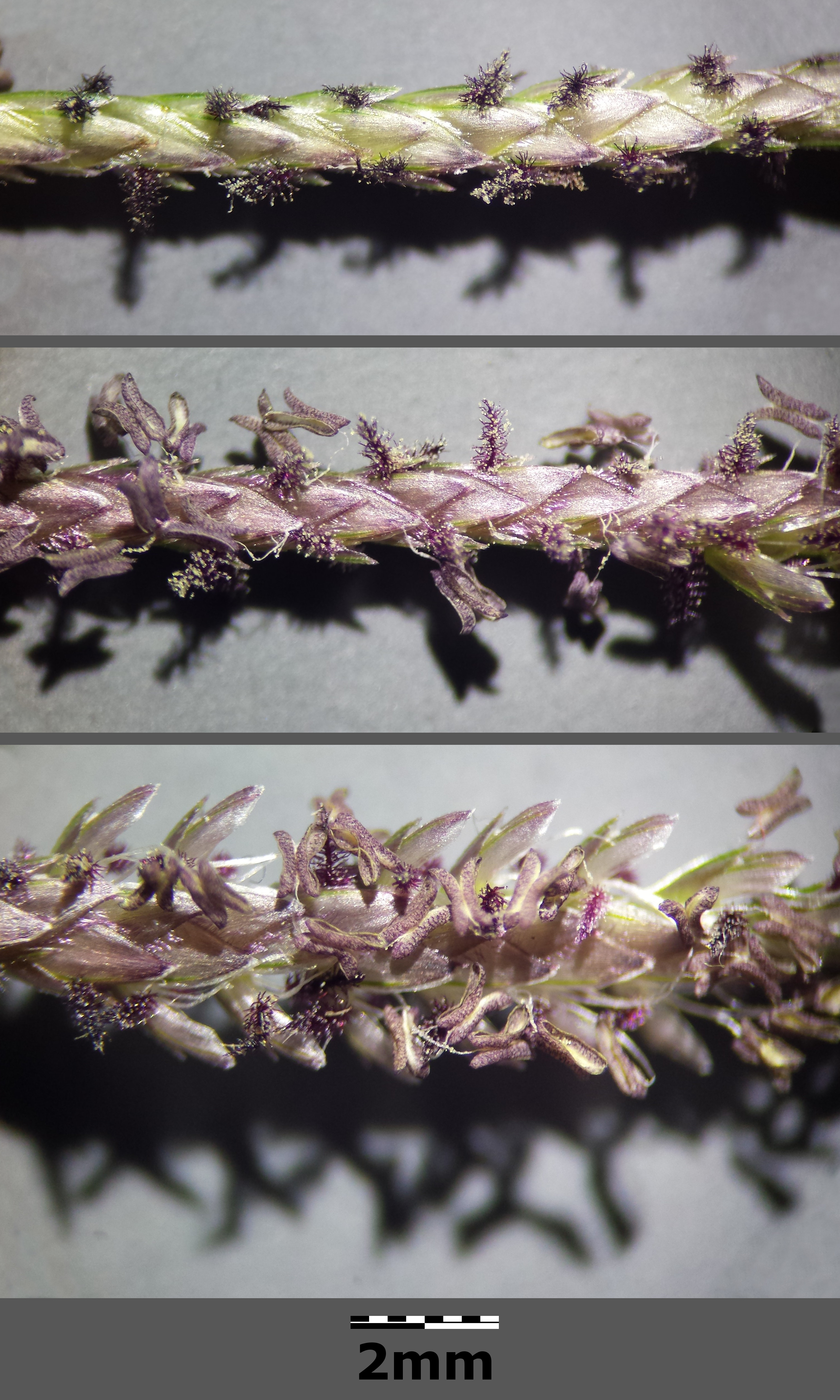
Teilansicht von drei Ähren mit zahlreichen Ährchen.
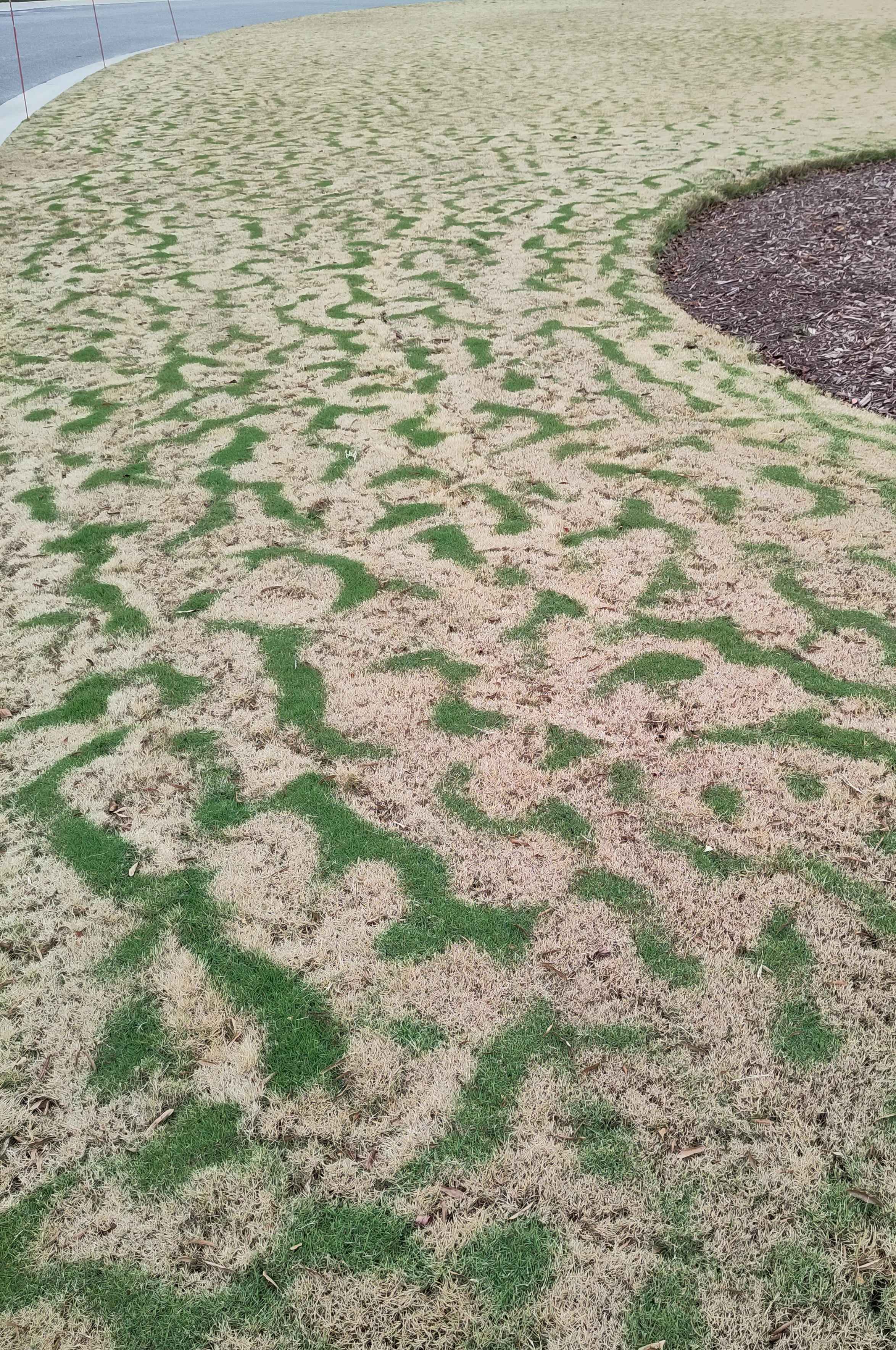
Ein Rasen zeigt "tiger striping" nach dem ersten Frost des Jahres in North Carolina durch die Rayleigh-Bénard-Konvektion.

## Belege